# Nicolás Giraldo
Nicolás Andrés Giraldo Urueta (El Carmen de Viboral, 29 marzo 1993) è un calciatore colombiano, difensore del Deportivo Pereira.

## Palmarès

### Club

#### Competizioni nazionali
- Campionato colombiano: 1

América de Cali: 2020